# Min Jun-gi
Min Jun-gi, kor. 민준기 (ur. 18 lutego 1967) – południowokoreański sztangista, olimpijczyk (1988). Startował w wadze piórkowej (do 60 kg).

## Osiągnięcia

### Letnie igrzyska olimpijskie
- Seul 1988 – 4. miejsce (waga piórkowa)